# Finsterwalde
Finsterwalde (alemany) o Grabin (baix sòrab) és un municipi alemany que pertany a l'estat de Brandenburg.

## Límits del municipi
| Sonnewalde i Doberlug-Kirchhain |             | Massen-Niederlausitz    |
| Heideland i Rückersdorf         |             | Lichterfeld-Schacksdorf |
| Gorden-Staupitz                 | Lauchhammer |                         |

## Evolució demogràfica
- Evolució demogràfica en els límits de 2013
- Evolució actual i les previsions demogràfiques

| Any  | Població |
| ---- | -------- |
| 1875 | 10 098   |
| 1890 | 11 466   |
| 1910 | 17 297   |
| 1925 | 17 474   |
| 1933 | 18 072   |
| 1939 | 20 120   |
| 1946 | 22 613   |
| 1950 | 22 374   |
| 1964 | 23 609   |
| 1971 | 23 976   |
| 1981 | 24 870   |
| 1985 | 24 781   |
| 1989 | 24 427   |

| Any  | Població |
| ---- | -------- |
| 1990 | 23 777   |
| 1991 | 23 019   |
| 1992 | 22 985   |
| 1993 | 22 556   |
| 1994 | 22 029   |
| 1995 | 21 744   |
| 1996 | 21 457   |
| 1997 | 21 343   |
| 1998 | 20 908   |
| 1999 | 20 482   |

| Any  | Població |
| ---- | -------- |
| 2000 | 20 103   |
| 2001 | 19 704   |
| 2002 | 19 378   |
| 2003 | 19 152   |
| 2004 | 18 985   |
| 2005 | 18 693   |
| 2006 | 18 516   |
| 2007 | 18 162   |
| 2008 | 17 861   |
| 2009 | 17 517   |

| Any  | Població |
| ---- | -------- |
| 2010 | 17 407   |
| 2011 | 16 876   |
| 2012 | 16 680   |
| 2013 | 16 561   |
| 2014 | 16 407   |
| 2015 | 16 548   |
| 2016 | 16 497   |
| 2017 | 16 409   |
| 2018 | 16 220   |
| 2019 | 16 068   |

## Personatges il·lustres
- Friedrich Wilhelm Sering (1822 - 1901), compositor i professor de música
- Inge Deutschkron (1922 - 2022) periodista i autora alemanya i israeliana